# Nikołaj Jakowlew (1908–1988)
Nikołaj Iwanowicz Jakowlew (ros. Николай Иванович Яковлев, ur. 27 listopada 1908, zm. 18 grudnia 1988) – radziecki działacz partyjny i państwowy.

## Życiorys
W 1927 skończył szkołę i został ślusarzem kolejowym, od 1930 należał do WKP(b), w lutym 1930 został sekretarzem rejonowego komitetu Komsomołu. Od 1937 był funkcjonariuszem partyjnym, w grudniu 1937 został II sekretarzem, a w marcu 1939 I sekretarzem rejonowego komitetu WKP(b), uczył się w Wyższej Szkole Organizatorów Partyjnych przy KC WKP(b), w lipcu 1941 został powołany do Armii Czerwonej. W 1946 ukończył kurs uniwersytetu marksizmu-leninizmu, w czerwcu 1946 zdemobilizowany w stopniu majora, w 1947 został sekretarzem Komitetu Miejskiego WKP(b) w Smoleńsku i członkiem Komisji Rewizyjnej Komitetu Obwodowego WKP(b) w Smoleńsku, w 1948 kierował Wydziałem Rolnym Komitetu Obwodowego WKP(b) w Smoleńsku. Od 6 marca do 18 września 1953 był przewodniczącym Komitetu Wykonawczego Smoleńskiej Rady Obwodowej, później został I sekretarzem rejonowego komitetu KPZR w Smoleńsku, w 1955 zaocznie ukończył Wyższą Szkołę Partyjną przy KC KPZR, w styczniu 1956 został kierownikiem drukarni im. Smirnowa w Smoleńsku, od września 1969 do lipca 1982 pracował jako inżynier drukarski.